# Тикондерога (ракетен крайцер, 1981)
Тикондерога (също и „Тико“ на английски: USS Ticonderoga (DDG/CG-47)) е главен кораб на ракетните крайцери на ВМС на САЩ от едноименният проект. Това е първият в света ракетен крайцер с многофункционалната бойна информационно-управляваща система (БИУС) „Аеджис“ и петият кораб от състава на ВМС на САЩ с това име. Повечето крайцери от типа „Тикондерога“ са кръстени в чест на значими за историята САЩ сражения. Крайцерът „Тикондерога“ не става изключение от това правило. Той носи името си в чест на превземането на форта Тикондерога през 1775 г.
Названието „Тикондерога“ произхожда от ирокезската дума tekontaró:ken, означаваща „при събирането на два водни пътя“.

## История на строителството
Поръчката за строителството на крайцера „Тикондерога“ е предоставена на корабостроителницата Ingalls Shipbuilding на 22 септември 1978 г. На 1 януари 1980 г. крайцера е прекласифициран в крайцер с управляемо ракетно оръжие. Залагането на кила на кораба е на 21 януари 1980 г., спуска му на вода – на 25 април 1981 г. В състава на ВМС на САЩ крайцера влиза на 22 януари 1983 г. В церемонията по кръщаване на кораба, на 16 май 1981 г., взема участие первата дама на САЩ Нанси Рейгън. От състава на флота крайцера е изваден на 30 септември 2004 г. След отписването си крайцера е отбуксиран във Филаделфия. Съществуват планове за преоборудването на крайцера в музей по историята на кораба. През септември 2020 г., корабът пристига в Браунсвил, Тексас за утилизиране.

## Коментари
1. ↑  Буквите показват принадлежността към определен класː ВВ – линкор, СС, CL, СА – съответно линеен, лек или тежък крайцер, CV – самолетоносач, DD – разрушител, SS – подводница и т.н.